# Baker-Venkataraman-Umlagerung
Die Baker-Venkataraman-Umlagerung ist eine intramolekulare Variante der Allan-Robinson-Reaktion. Sie dient der Synthese von 1,3-Diketon substituierten Derivaten des Phenols. Ausgegangen wird hierbei von einem acylierten Phenolderivat. Die Reaktion ist nach ihren Entdeckern dem britischen Chemiker Wilson Baker (1900–2002) und K. Venkataraman (1901–1981) benannt.

## Mechanismus
Im ersten Schritt katalysiert eine Base die Bildung eines Enolats. Dieses greift intramolekular an der Carbonylgruppe des Phenolesters an. Dabei wird ein zyklisches Alkoholat gebildet. Dieses öffnet sich unter Bildung eines Phenolats. Im letzten Schritt wird das Phenolat durch saure Aufarbeitung protoniert.

## Verwendung
Die Baker-Venkataraman-Umlagerung wird als ein Schlüsselschritt zum Aufbau von Flavonen und Chromenen eingesetzt.